# Биркенфельд (Вюртемберг)
Биркенфельд (нем. Birkenfeld) — община в Германии, в земле Баден-Вюртемберг.
Подчиняется административному округу Карлсруэ. Входит в состав района Энц. Население составляет 10 600 человек (на 31 декабря 2010 года). Занимает площадь 19,04 км².

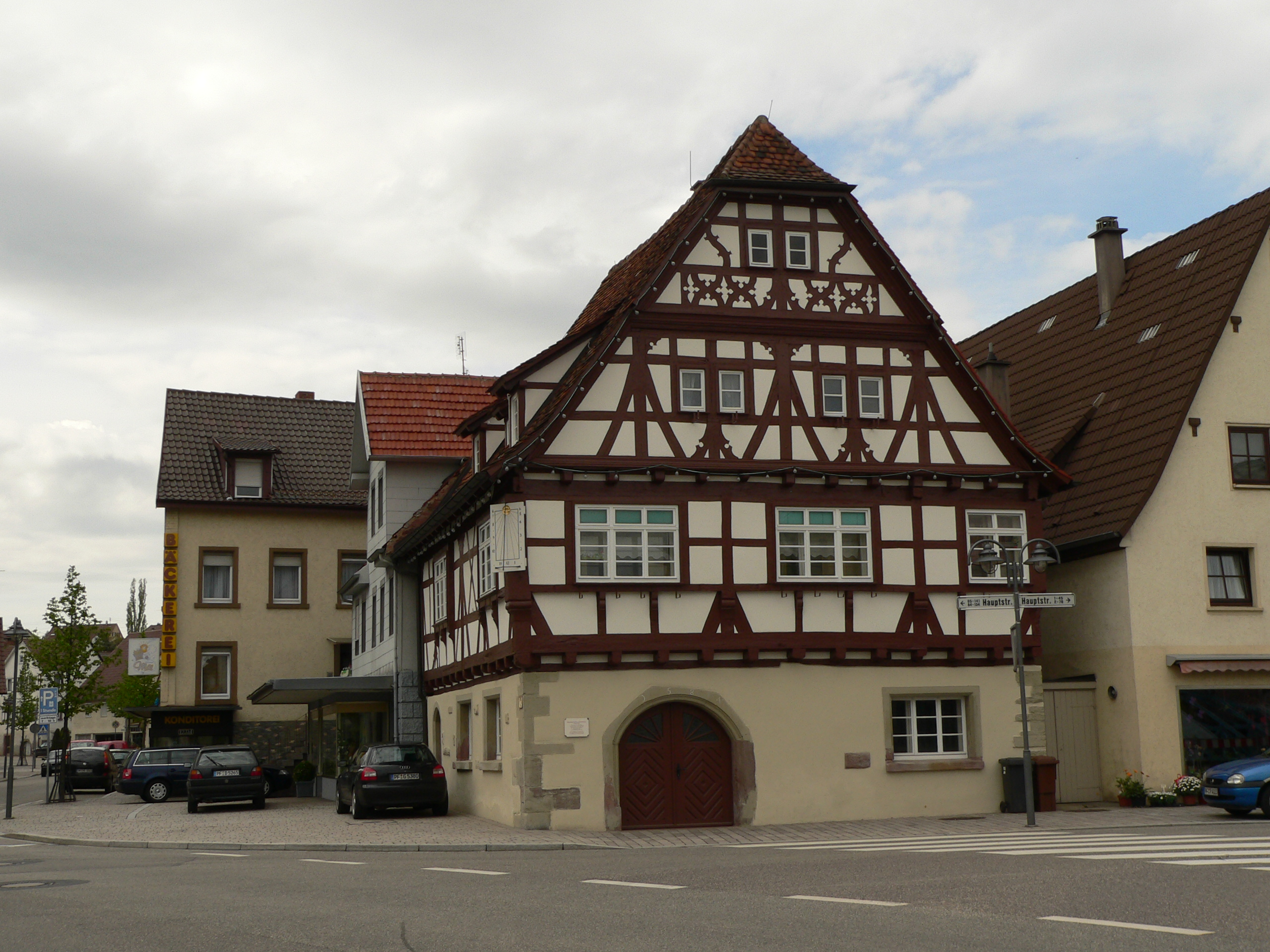
Биркенфельд (Вюртемберг)